# Michael G. Vickers

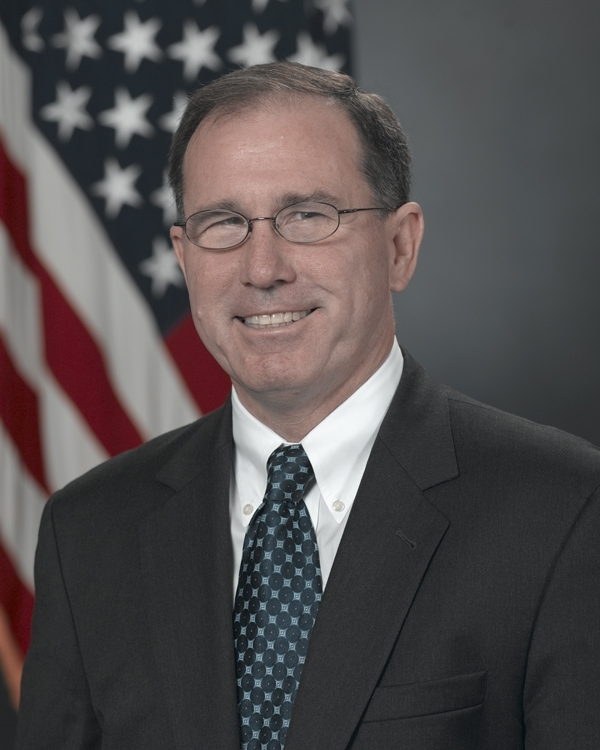
Michael G. Vickers

Michael George Vickers (* 27. April 1953 in Burbank, Kalifornien) ist ein amerikanischer Verteidigungsexperte. Präsident Barack Obama ernannte ihn 2010 zum Under Secretary of Defense for Intelligence (USD-I) im Verteidigungsministerium der Vereinigten Staaten.
Als USD-I war Vickers der ranghöchste zivile Militärnachrichtendienstler. Zuvor war Vickers als United States Assistant Secretary of Defense zuständig für Special Operations und Konflikt niedriger Intensität.

## Leben
Nach der Highschool besuchte Vickers das Los Angeles Pierce College, wo er Football spielen wollte. Später studierte Vickers an der University of Alabama (Abschluss mit Auszeichnung) und absolvierte das MBA-Programm der Wharton Business School. 2011 erwarb er bei Eliot A. Cohen an der Paul H. Nitze School of Advanced International Studies (SAIS) einen Ph.D. in International Relations/Strategic Studies. Von 1973 bis 1986 diente Vickers als Sergeant der Army Special Forces. Mitte der 1980er Jahre war Vickers beteiligt an der Operation Cyclone, dem CIA-Programm zur Bewaffnung der islamistischen Mudschahedin im Afghanistan-Krieg.